# De Vijf op trektocht
De Vijf op trektocht is het tiende deel uit de De Vijf-boekenreeks. Het boek werd in 1951 geschreven door Enid Blyton onder de titel Five on a hike together.
Het boek werd voor Nederland bewerkt door D.L. Uyt den Boogaard en uitgegeven door H.J.W. Becht, met illustraties van Jean Sidobre. De omslag van de eerste drie drukken is gemaakt door Hans G. Kresse. Vanaf 2002 wordt het boek uitgegeven in een nieuwe vertaling van J.H. Gever en geïllustreerd door Julius Ros.

## Verhaal
De Vijf zijn een lang weekend vrij en gaan een trektocht over de heidevelden maken. 's Avonds zullen ze slapen in boerderijen. Bij een nachtelijke wandeltocht raken Dick en Annie verdwaald. Ze vinden onderdak bij de oude mevrouw Taggart. Midden in de nacht wordt Dick wakker, er staat iemand buiten die zijn naam roept. De onbekende heeft een boodschap: "Twee Bomen. Somber Water. Dartele Jane. En Maggie is op de hoogte." Als De Vijf weer bij elkaar zijn, besluiten ze op onderzoek te gaan. Zo komen ze terecht in een speurtocht op het water naar een verborgen schat.